# Communauté de communes du Pays de Luchon
La communauté de communes du Pays de Luchon est une ancienne communauté de communes française, située dans le département de la Haute-Garonne et l'arrondissement de Saint-Gaudens.

## Historique
En 1975, le syndicat intercommunal à vocations multiples (SIVOM) a été la première structure intercommunale du canton de Bagnères-de-Luchon.
Le 17 décembre 2009, le sous-préfet de Saint-Gaudens a transformé ce syndicat en communauté de communes du pays de Luchon.
Celle-ci a donc repris toutes les compétences précédemment exercées par le SIVOM. Par exemple, le portage des repas à domicile, la gestion de la crèche Ramondia, la création d’un centre de loisirs sans hébergement (CLSH), l’animation et le suivi du contrat de pôle touristique, les travaux de restauration des terrains en montagne, le service local de l’habitat, l’accompagnement des enfants dans les transports scolaires, etc.
La communauté de communes du pays de Luchon a été créée le 17 décembre 2009, avec les 31 communes qui composaient alors le canton de Bagnères-de-Luchon.

## Communes adhérentes
| Nom                      | Code Insee | Gentilé          | Superficie (km2) | Population (dernière pop. légale) | Densité (hab./km2) |
| ------------------------ | ---------- | ---------------- | ---------------- | --------------------------------- | ------------------ |
| Moustajon (siège)        | 31394      | Moustajonnais    | 2,30             | 160 (2014)                        | 70                 |
| Antignac                 | 31010      | Antignacois      | 5,80             | 109 (2014)                        | 19                 |
| Artigue                  | 31019      | Artiguois        | 9,72             | 28 (2014)                         | 2,9                |
| Bagnères-de-Luchon       | 31042      | Luchonnais       | 52,80            | 2 445 (2014)                      | 46                 |
| Benque-Dessous-et-Dessus | 31064      | Benquais         | 3,72             | 25 (2014)                         | 6,7                |
| Billière                 | 31068      | Billiérois       | 2,18             | 23 (2014)                         | 11                 |
| Bourg-d'Oueil            | 31081      | Bourgiens        | 9,52             | 8 (2014)                          | 0,84               |
| Castillon-de-Larboust    | 31123      | Castilloustois   | 20,67            | 46 (2014)                         | 2,2                |
| Cathervielle             | 31125      | Catherviellois   | 3,70             | 38 (2014)                         | 10                 |
| Caubous                  | 31127      | Caubousois       | 3,78             | 4 (2014)                          | 1,1                |
| Cazarilh-Laspènes        | 31129      | Cazapénois       | 2,37             | 26 (2013)                         | 11                 |
| Cazeaux-de-Larboust      | 31133      | Cazeausois       | 19,14            | 88 (2014)                         | 4,6                |
| Cier-de-Luchon           | 31142      | Cierois          | 10,59            | 248 (2014)                        | 23                 |
| Cirès                    | 31146      | Cirésois         | 5,11             | 12 (2014)                         | 2,3                |
| Garin                    | 31213      | Garinois         | 5,62             | 136 (2014)                        | 24                 |
| Gouaux-de-Larboust       | 31221      | Gouaussois       | 10,67            | 62 (2014)                         | 5,8                |
| Gouaux-de-Luchon         | 31222      | Gouaussais       | 14,49            | 48 (2014)                         | 3,3                |
| Jurvielle                | 31242      | Jurviellois      | 5,79             | 21 (2014)                         | 3,6                |
| Juzet-de-Luchon          | 31244      | Juzetois         | 6,80             | 370 (2014)                        | 54                 |
| Mayrègne                 | 31335      | Mayrégnois       | 5,19             | 27 (2014)                         | 5,2                |
| Montauban-de-Luchon      | 31360      | Montaubanais     | 6,02             | 471 (2014)                        | 78                 |
| Oô                       | 31404      | Onésiens         | 32,53            | 94 (2014)                         | 2,9                |
| Portet-de-Luchon         | 31432      | Portetois        | 4,11             | 38 (2014)                         | 9,2                |
| Poubeau                  | 31434      | Poubéens         | 4,21             | 77 (2014)                         | 18                 |
| Saccourvielle            | 31465      | Saccourviellais  | 3,41             | 14 (2014)                         | 4,1                |
| Saint-Aventin            | 31470      | Saint-Aventinois | 17,40            | 102 (2014)                        | 5,9                |
| Saint-Mamet              | 31500      | Saint-Mametois   | 11,16            | 559 (2014)                        | 50                 |
| Saint-Paul-d'Oueil       | 31508      | Saint-Paulins    | 7,46             | 41 (2014)                         | 5,5                |
| Salles-et-Pratviel       | 31524      | Sallois          | 2,12             | 137 (2014)                        | 65                 |
| Sode                     | 31549      | Sodois           | 5,53             | 18 (2014)                         | 3,3                |
| Trébons-de-Luchon        | 31559      | Trébonois        | 0,83             | 4 (2014)                          | 4,8                |

## Démographie
| 2008  | 2012  | 2013  |
| ----- | ----- | ----- |
| 5 931 | 5 678 | 5 611 |

## Historique
Créée le 17 décembre 2009.

## Administration
| Période                                  | Période          | Identité            | Étiquette | Qualité                   |
| ---------------------------------------- | ---------------- | ------------------- | --------- | ------------------------- |
| janvier 2010                             | 31 décembre 2016 | Jean-Louis Redonnet |           | Ancien président du SIVOM |
| Les données manquantes sont à compléter. |                  |                     |           |                           |

Le conseil communautaire du pays de Luchon est composé de délégués titulaires et suppléants des 31 communes dont le nombre est déterminé en fonction de leur population. Ainsi, chaque commune est représentée par 1 délégué, et 10 sièges supplémentaires ont été répartis entre Juzet-de-Luchon, Montauban-de-Luchon, Saint Mamet (1 délégué supplémentaire chacune) et Bagnères-de-Luchon (7 délégués supplémentaires). Le conseil communautaire arrête les grandes orientations de politique générale, vote le budget et contrôle l'exécution de ses décisions.
Le bureau, composé du président, de 8 vice-présidents et de 4 membres, suit le travail des commissions qui recouvrent l'ensemble des compétences obligatoires et optionnelles qui ont été transférées par les communes à la communauté de communes.
Chaque commission de travail est elle-même présidée par un vice-président et ses membres font partie des élus du canton. Les commissions engagent de nouvelles réflexions, travaillent en amont du Conseil et proposent des orientations.
La communauté de communes fonctionne grâce au travail de 9 commissions :
- Ressources humaines et Finances
- Vie communautaire et Sports / Loisirs
- Développement économique et Tourisme
- Collecte des déchets
- Culture
- Agropastoralisme
- Travaux
- Environnement et Communication
- Pôle social

## Compétences
- Aménagement de l’espace :
  - Élaboration et suivi du Plan de gestion de l’espace.
  - Études, réalisation et entretien des circuits de découverte locale inscrits au Plan départemental des itinéraires de promenade et de randonnée (PDIPR).
  - Actions en faveur de l’embellissement et/ou de la réhabilitation du petit patrimoine bâti et non bâti d’intérêt communautaire.
  - Mise en place d’une signalétique touristique commune.
  - Élaboration, gestion et suivi d’un schéma de cohérence territoriale (SCOT) et d’un schéma de secteur.
  - Contractualisation dans le cadre du pays.

- Développement économique local :
  - Création ou participation  à la gestion d’équipements structurels d’intérêt communautaire.
  - Définition et mise en œuvre d’une politique touristique d’intérêt communautaire (animation et suivi du contrat de pôle touristique, création et gestion d’un office de tourisme intercommunal, édition de publications promotionnelles et de topo-guides d’intérêt communautaire).
  - L’élaboration et le suivi d’un schéma agricole cantonal en compatibilité avec le Plan de gestion de l’espace.
  - Création, aménagement, gestion et entretien des zones d’activités économiques communautaires.
  - Toutes actions de développement économique d’intérêt communautaire relatives à la diversification agricole et à l’agrotourisme, aux activités de la filière bois et à leur développement.

- Protection et mise en valeur de l'environnement et soutien aux actions de maîtrise de l'énergie :
  - Promotion de l’utilisation des énergies renouvelables.
  - Études et travaux liés à la protection du bassin versant de la Pique, et aux travaux de restauration des terrains de montagne.
  - Collecte, élimination et valorisation des déchets ménagers.
  - Création et gestion d’une déchèterie.
  - Traitement biologique des déchets organiques (compostage).
  - Élaboration d’un Agenda 21.
  - Réflexion et études sur la mise en place d’une filière bois - énergie.

- Politique du logement et du cadre de vie :
  - Études et définition d’une politique de l’habitat.
  - Actions d’amélioration de l’habitat dans le cadre des dispositifs contractuels programmés.
  - Création et gestion d’un Service local de l’habitat.
  - Création et gestion d’un guichet d’accueil polyvalent, chargé d’accueillir, d’orienter et d’aider les usagers dans leurs relations avec les administrations et les organismes publics (type relais de services publics).

- Action sociale d’intérêt communautaire :
  - Création d’un Centre intercommunal d'action sociale (CIAS).
  - Portage des repas à domicile en direction des publics âgés ou isolés et des cantines scolaires.
  - Réalisation et gestion d’une crèche intercommunale Ramondia, située à Montauban-de-Luchon.
  - Réalisation d’un Centre de loisirs sans hébergement intercommunal (CLSH).
  - Gestion du CLSH intercommunal et des centres de loisirs associés à l’école (CLAE), effective à partir du transfert de l’activité dans les nouveaux locaux.
  - Toutes actions favorisant l’installation ou le maintien de professionnels de santé dans les zones dans lesquelles est constaté un déficit en matière d'offre de soins.

- Voirie :
  - Création, aménagement et entretien de la voirie communautaire, dans le cadre d’une programmation concertée avec les communes adhérentes. Est déclaré d’intérêt communautaire l’ensemble des voies communales.

- Équipements sportifs, de loisirs, culturels d’intérêt communautaire :
  - Construction, entretien et fonctionnement des équipements sportifs (salles et terrains de sport, parcours sportifs...) déclarés d’intérêt communautaire.
  - Construction, entretien et fonctionnement des équipements culturels et de loisirs (salles de spectacle, médiathèque, écoles de musique, Maisons des jeunes et de la culture (MJC)…) déclarés d’intérêt communautaire.

- Organisation et gestion d'un service intercommunal de pompes funèbres.